# Aechmea pectinata
Aechmea pectinata là một loài thực vật có hoa trong họ Bromeliaceae. Loài này được Baker mô tả khoa học đầu tiên năm 1879.

## Hình ảnh

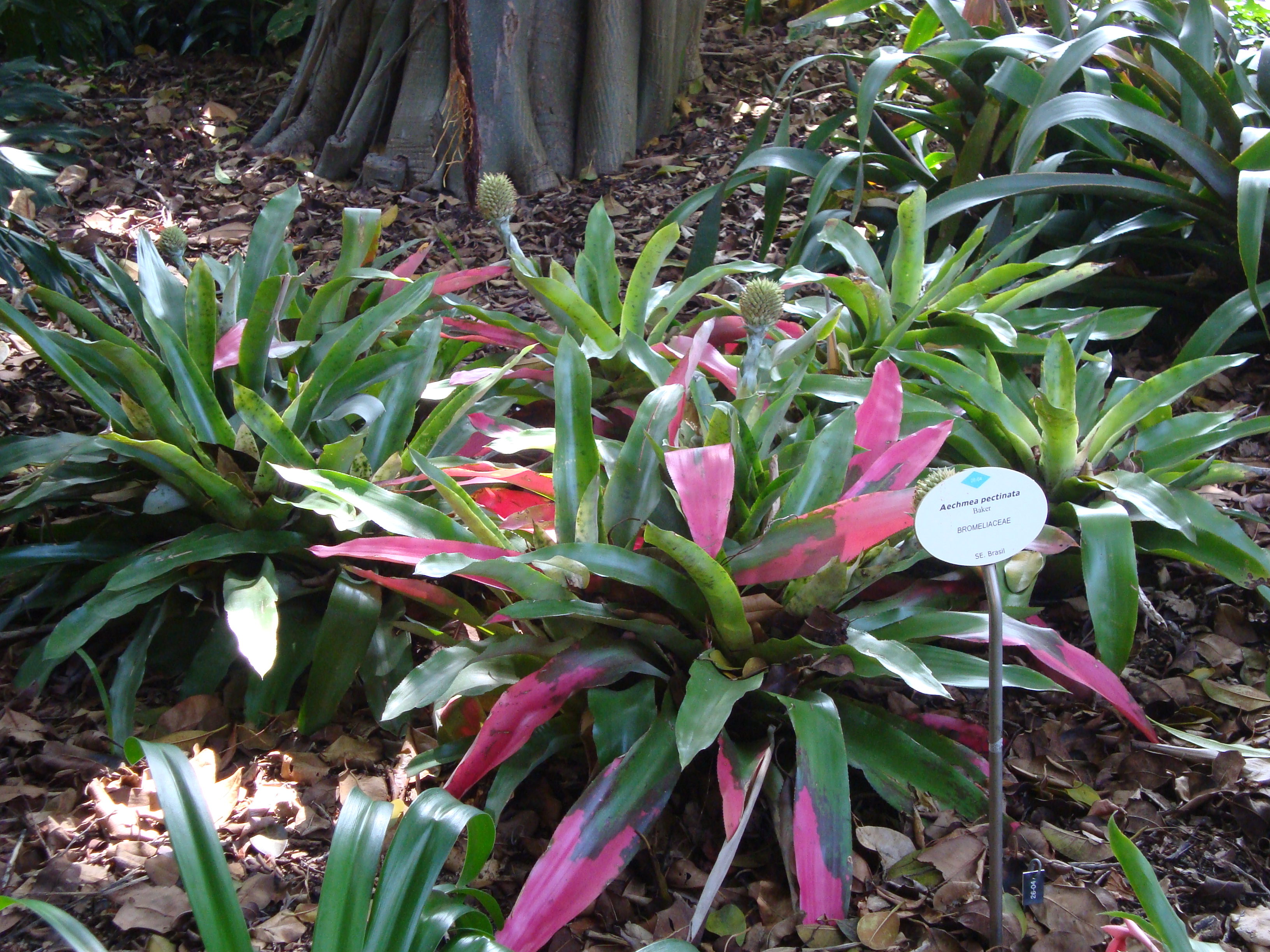